# Campionati del mondo master di atletica leggera
I Campionati del mondo master di atletica leggera (nome ufficiale in inglese World Masters Athletics Championships) sono una competizione di atletica leggera organizzata dalla federazione internazionale World Masters Athletics e riservata alla categoria master.
La manifestazione ha cadenza biennale ed assegna i titoli mondiali nelle varie categorie di età.

## Edizioni

### Campionati del mondo master outdoor
| Edizione | Anno | Città         | Nazione        | Data                     | Sede                              |
| -------- | ---- | ------------- | -------------- | ------------------------ | --------------------------------- |
| 1        | 1975 | Toronto       | Canada         | 11 - 16 agosto           |                                   |
| 2        | 1977 | Göteborg      | Svezia         | 8 - 13 agosto            | Slottskogsvallen                  |
| 3        | 1979 | Hannover      | Germania Ovest | 27 luglio - 2 agosto     |                                   |
| 4        | 1981 | Christchurch  | Nuova Zelanda  | 7 - 14 gennaio           | Queen Elizabeth II Park           |
| 5        | 1983 | San Juan      | Porto Rico     | 23 - 30 settembre        |                                   |
| 6        | 1985 | Roma          | Italia         | 22 - 30 giugno           |                                   |
| 7        | 1987 | Melbourne     | Australia      | 29 novembre - 6 dicembre |                                   |
| 8        | 1989 | Eugene        | Stati Uniti    | 27 luglio - 6 agosto     | Hayward Field                     |
| 9        | 1991 | Turku         | Finlandia      | 18 - 28 luglio           |                                   |
| 10       | 1993 | Miyazaki      | Giappone       | 7 - 17 ottobre           | Miyazaki Athletic Stadium         |
| 11       | 1995 | Buffalo       | Stati Uniti    | 13 - 23 luglio           | Università di Buffalo             |
| 12       | 1997 | Durban        | Sudafrica      | 17 - 27 luglio           |                                   |
| 13       | 1999 | Gateshead     | Regno Unito    | 29 luglio – 8 agosto     | Gateshead International Stadium   |
| 14       | 2001 | Brisbane      | Australia      | 1º - 14 luglio           |                                   |
| 15       | 2003 | Carolina      | Porto Rico     | 1º - 13 luglio           |                                   |
| 16       | 2005 | San Sebastián | Spagna         | 22 agosto – 3 settembre  |                                   |
| 17       | 2007 | Riccione      | Italia         | 4 - 15 settembre         | Stadio Italo Nicoletti            |
| 18       | 2009 | Lahti         | Finlandia      | 28 luglio - 8 agosto     | Lahden stadion                    |
| 19       | 2011 | Sacramento    | Stati Uniti    | 6 - 17 luglio            | Hornet Stadium                    |
| 20       | 2013 | Porto Alegre  | Brasile        | 15 - 27 ottobre          | PUCRS Campus Central              |
| 21       | 2015 | Lione         | Francia        | 4 - 16 agosto            | Stephane-Diagana Athletic Hall    |
| 22       | 2016 | Perth         | Australia      | 26 ottobre - 6 novembre  | West Australian Athletics Stadium |
| 23       | 2018 | Malaga        | Spagna         | 4 - 16 settembre         | Málaga Athletics Stadium          |
| 24       | 2022 | Tampere       | Finlandia      | 29 giugno - 10 luglio    | Tampereen stadion                 |
| 25       | 2024 | Göteborg      | Svezia         | 13 - 25 agosto           | Ullevi Stadion                    |

### Campionati del mondo master indoor
| Edizione | Anno | Città            | Nazione       | Data                 | Sede                             |
| -------- | ---- | ---------------- | ------------- | -------------------- | -------------------------------- |
| 1        | 2004 | Sindelfingen     | Germania      | 10 - 14 marzo        | Glaspalast Sindelfingen          |
| 2        | 2006 | Linz             | Austria       | 15 - 20 marzo        |                                  |
| 3        | 2008 | Clermont-Ferrand | Francia       | 17 - 22 marzo        |                                  |
| 4        | 2010 | Kamloops         | Canada        | 1º - 6 marzo         | Tournament Capital Centre        |
| 5        | 2012 | Jyväskylä        | Finlandia     | 3 - 8 aprile         | Hippos Sports Centre             |
| 6        | 2014 | Budapest         | Ungheria      | 25 - 30 marzo        | Syma Sport Center                |
| 7        | 2017 | Taegu            | Corea del Sud | 19 - 25 marzo        | Daegu Athletics Promotion Center |
| 8        | 2019 | Toruń            | Polonia       | 24 - 30 marzo        | Arena Toruń                      |
| 9        | 2023 | Toruń            | Polonia       | 26 marzo - 1º aprile | Arena Toruń                      |

### Campionati del mondo master di corsa su strada
| Edizione | Anno | Città                      | Nazione       | Data                  |
| -------- | ---- | -------------------------- | ------------- | --------------------- |
| 1        | 1992 | Birmingham                 | Regno Unito   | 29 - 30 agosto        |
| 2        | 1994 | Scarborough                | Canada        | 30 - 31 luglio        |
| 3        | 1996 | Bruges                     | Belgio        | 29 - 30 giugno        |
| 4        | 1998 | Kōbe                       | Giappone      | 28 - 29 marzo         |
| 5        | 2000 | Valladolid                 | Spagna        | 13 maggio             |
| 6        | 2002 | Riccione                   | Italia        | 24 - 26 maggio        |
| 7        | 2004 | Manukau, Auckland, Rotorua | Nuova Zelanda | 18 aprile - 1º maggio |
| 8        | 2006 | Riccione                   | Italia        | 24 - 26 maggio        |